# 伊予立川駅
伊予立川駅（いよたちかわえき）は、愛媛県喜多郡内子町立山にある四国旅客鉄道（JR四国）予讃線の駅である。駅番号はU09。

## 歴史
- 1986年（昭和61年）3月3日：日本国有鉄道の駅として開業[3]。
- 1987年（昭和62年）4月1日：国鉄分割民営化により、JR四国の駅となる[3]。

## 駅構造

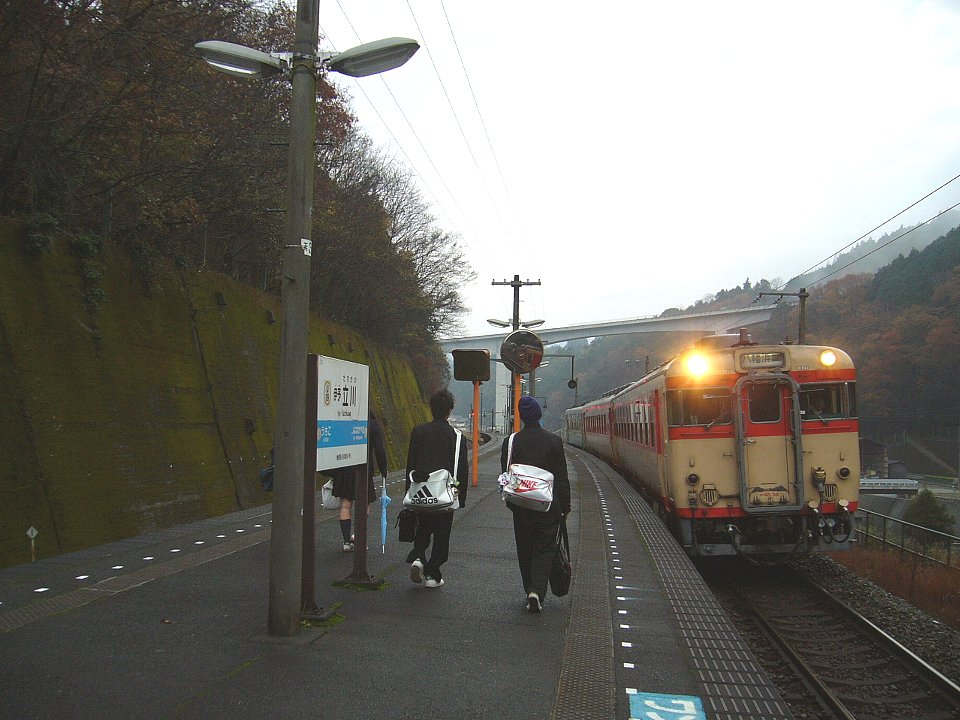
ホーム（2006年12月、キハ58系国鉄色(キハ65+キハ58)の列車が到着）

島式1面2線の高架駅で半径600 mの曲線上にあり、1番線が一線スルーの通過線（制限速度110km/h）となっている。停車列車も含めて上下線とも行違がない場合は基本的に1番のりばを通行する。改修前も通過列車を考慮していたが、16番両開き分岐器で制限速度75km/hであった。

### のりば
| のりば | 路線    | 方向 | 行先                       |
| ------ | ------- | ---- | -------------------------- |
| 1・2   | ■予讃線 | 下り | 内子・伊予大洲・宇和島方面 |
| 1・2   | ■予讃線 | 上り | 伊予市・松山方面           |

## 利用状況
| 1日乗降人員推移 | 1日乗降人員推移 |
| 年度            | 1日平均人数     |
| --------------- | --------------- |
| 2011年          | 60              |
| 2012年          | 66              |
| 2013年          | 74              |
| 2014年          | 66              |
| 2015年          | 52              |

## 駅周辺
- 立川郵便局
- 内子町立立川小学校
- 国道56号

## 隣の駅
四国旅客鉄道（JR四国）
■予讃線
伊予中山駅 (U08) - 伊予立川駅 (U09) - 内子駅 (U10)